# Furanharz

Strukturformel von Furan – solche Einheiten finden sich in der Molekülstruktur der Furanharze

Furanharze (Kurz: FA-Harze) sind eine Gruppe härtbarer, linearer Harze, die sich von den Furanderivaten Furfurylalkohol und Furfural ableiten. Sie sind ökologisch bedeutsam, da ihre Ausgangsstoffe aus Reststoffen der Nahrungsmittelherstellung gewonnen werden. Damit sind sie vollständig biogen und nehmen eine besondere Rolle unter den Duroplasten ein.
Der Name leitet sich vom Furan ab, da in der Molekülstruktur der Harze wiederholt unter anderem Furanringe auftauchen.

## Typen
Die Bezeichnung Furanharze wird in der Literatur nicht einheitlich genutzt. Zum Beispiel werden teilweise Harze auf Basis von Furfurylalkohol und Furan als Furanharze verstanden und teilweise nur solche auf Basis von Furfurylalkohol. Neben den Homopolymeren der beiden Ausgangsstoffe werden teilweise auch Copolymere zum Beispiel mit Formaldehyd, Harnstoff oder Phenol-Anteilen zu den Furanharzen gezählt.

## Herstellung und Struktur
Furanharze auf Basis von Furfurylalkohol werden durch Polykondensation unter Einwirkung schwacher Säuren hergestellt. Dabei entstehen unterschiedlich verknüpfte und verschieden lange Oligomere. Überwiegend sind die Furanringe darin über Methylengruppen (–CH2–) verknüpft, daneben gibt es allerdings auch Verknüpfungen über Dimethylenethergruppen (–CH2–O–CH2–). Besonders unter stark sauren Bedingung wird aus diesen jedoch Formaldehyd abgespalten und es entstehen wiederum Methylengruppen.
Damit ein lagerfähiges Harz entsteht wird die Reaktion durch Zugabe von Natronlauge abgestoppt. Die Produkte sind bräunlich gefärbt und niedrig- bis mittelviskos. Bei 40 °C sind sie für ca. 6 Monate stabil. In einem zweiten Arbeitsschritt können sie entweder bei Raumtemperatur durch Zugabe von Säuren (z. B. p-Toluolsulfonsäure, Phosphorsäure) oder bei höheren Temperaturen durch Zugabe von latenten Härtnern wie Ammoniumnitrat ausgehärtet werden. Die dabei ablaufenden Reaktionen sind komplex und wurden lange Zeit erforscht. 1996 wurde herausgefunden, dass sich in den Polymeren Abschnitte mit konjugierten Doppelbindungen bilden und diese für die Vernetzung verantwortlich sind.
Die Querverbindungen entstehen durch Reaktionen der Doppelbindungen außerhalb der Furaneinheiten mit endständigen Methylolgruppen oder zweifachsubstituierten Furanringen.

## Eigenschaften

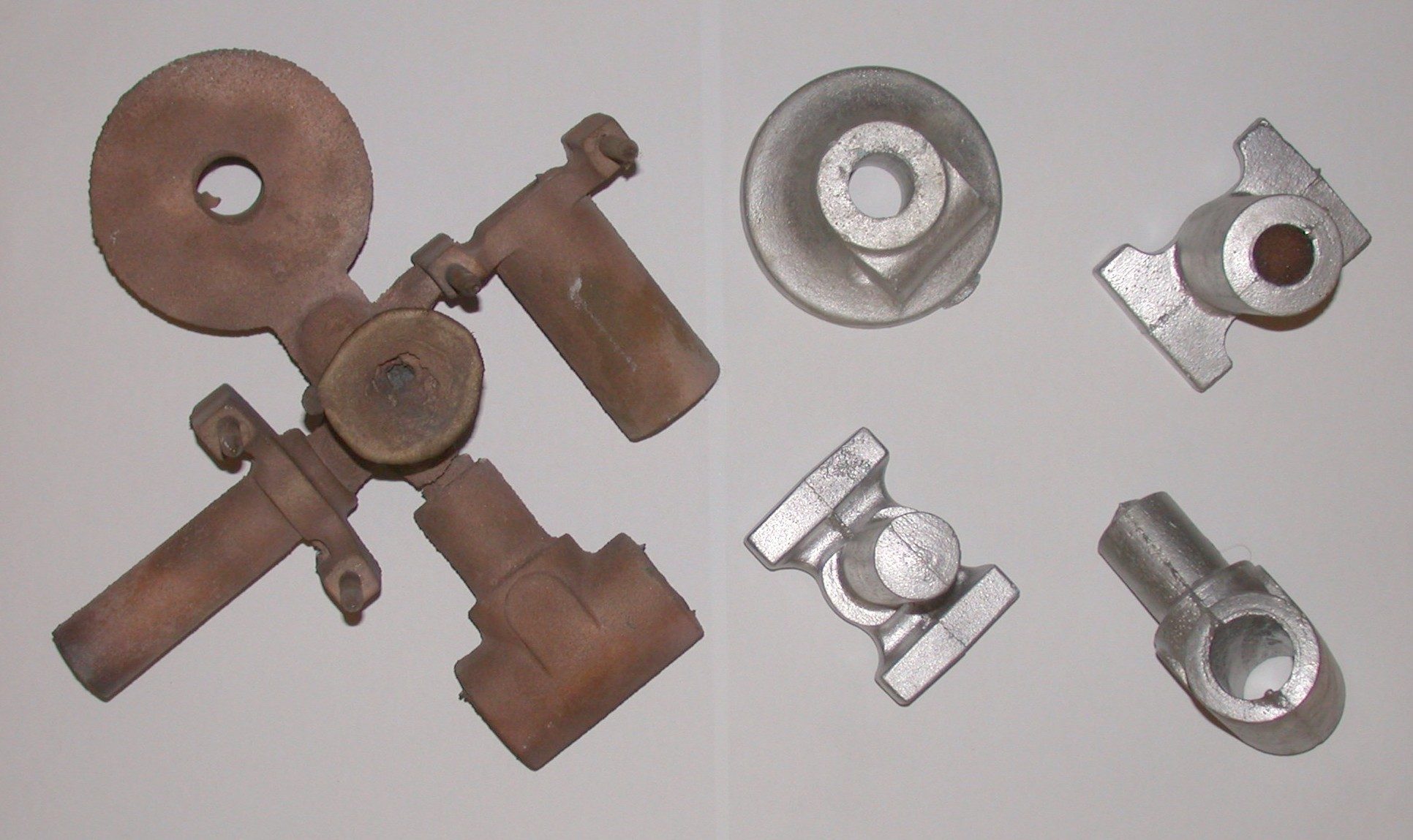
Durch Sandgussverfahren hergestellte Teile. Furanharze dienen als Bindemittel für die Gussformen

Vor der Härtung ähneln die Eigenschaften von Furanharzen denen von anderen härtbaren Harzen. Sie sind bindefähig (d. h. sie können als Bindemittel genutzt werden), sind reaktiv gegenüber Säuren, thermisch reaktiv und vernetzbar.
Im ausgehärteten Zustand sind Furanharze chemisch beständig gegenüber den meisten Chemikalien wie starken Säuren und Basen, sowie halogenierten Kohlenwasserstoffen. Sie werden lediglich von Oxidationsmitteln angegriffen. Sie sind thermisch beständig, wobei die Beständigkeit von der Dauer der Hitzeeinwirkung abhängt. Die Dauernutzung ist bei 100–120 °C problemlos möglich, das Material kann aber in Einzelfällen auch bis zu 150 °C genutzt werden. Einige Sorten zeichnen durch ihre Schwerentflammbarkeit und geringe Rauchentwicklung aus. Außerdem besitzen sie eine hohe Festigkeit.

## Anwendung
Hauptsächlich werden Furanharze als Bindemittel für Sandgussformen genutzt. Daneben gibt es zahlreiche weitere Anwendungsmöglichkeiten. So können sie für korrosionsbeständige faserverstärkte Kunststoffe oder korrosionsbeständige anorganische Bindemittel (z. B. für feuerfeste Ziegel) benutzt werden. Weiterhin können Furanharze als duroplastische Hartmatrix in Verbundwerkstoffen eingesetzt werden. Anwendungsbeispiele sind naturfaserverstärkte Halbzeuge wie Türinnenverkleidungen in Autos und MDF-Platten. Die Vorteile gegenüber vergleichbaren petrochemischen Materialien sind die geringere Dichte und die extrem geringen VOC-Emissionen, allerdings sind die mechanischen Eigenschaften deutlich schlechter als die vergleichbarer Produkte.

## Ökologische Aspekte

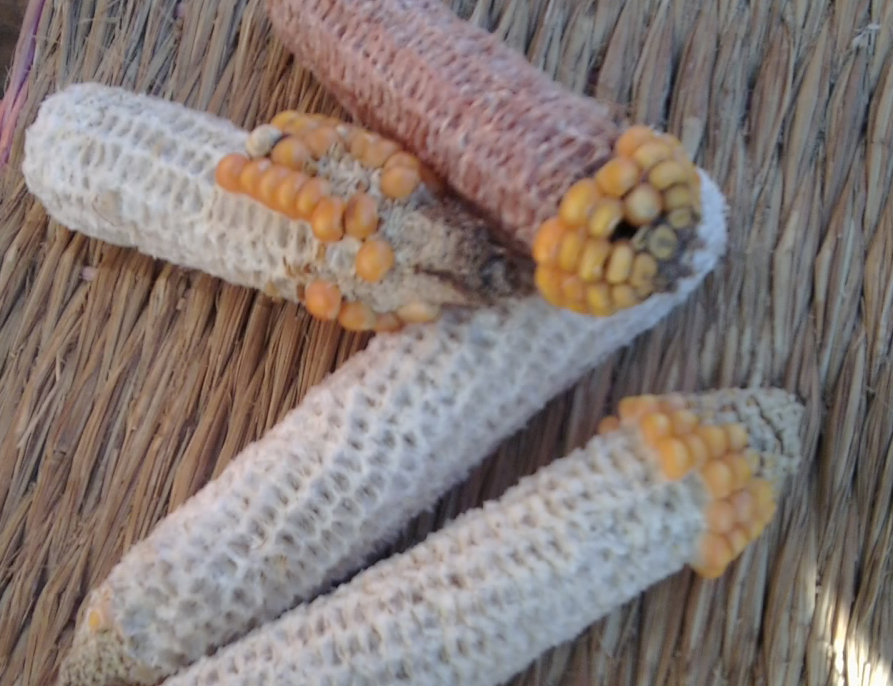
Maisspindeln zur Herstellung von Furanharzen

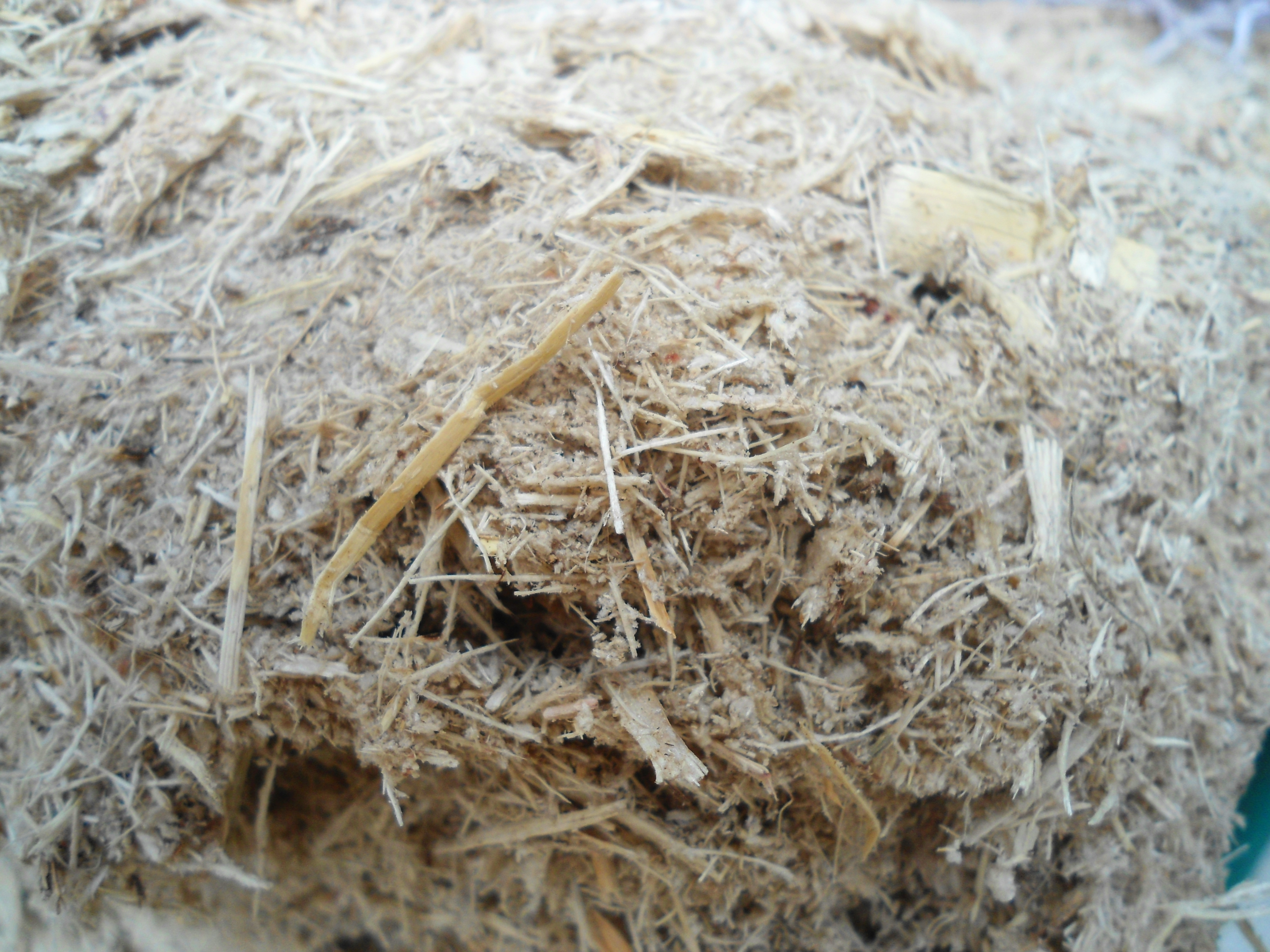
Bagasse zur Herstellung von Furanharzen

Die Nutzung von Furanharzen hat gegenüber anderen Kunstharzen einige Vorteile. Da sich die Ausgangssubstanzen komplett aus nachwachsenden Rohstoffen herstellen lassen, werden keine knappen fossilen Rohstoffe benötigt. Außerdem vorteilhaft ist, dass Reststoffe aus der Landwirtschaft genutzt werden, welche nicht extra angebaut werden müssen. So werden keine zusätzlichen Flächen benötigt und es besteht keine Nahrungsmittelkonkurrenz. Allerdings ergibt sich ein Nährstoffentzug, welcher durch Düngung ausgeglichen werden muss. Ob die stoffliche Nutzung der Rohstoffe in Form von Furanharzen einer energetischen Verwertung ökologisch überlegen ist, muss noch bewertet werden.